# Desmonema gaudichaudi
Desmonema gaudichaudi is een schijfkwal uit de familie Cyaneidae. De kwal komt uit het geslacht Desmonema. Desmonema gaudichaudi werd in 1832 voor het eerst wetenschappelijk beschreven door Lesson. 